# Petr Čížek
Petr Čížek (2. března 1914 Vlasatice – 6. února 1952 Věznice Pankrác) byl český vedoucí pískovny a protikomunistický odbojář odsouzený v politickém procesu komunistickým režimem k trestu smrti a v roce 1952 popraven.

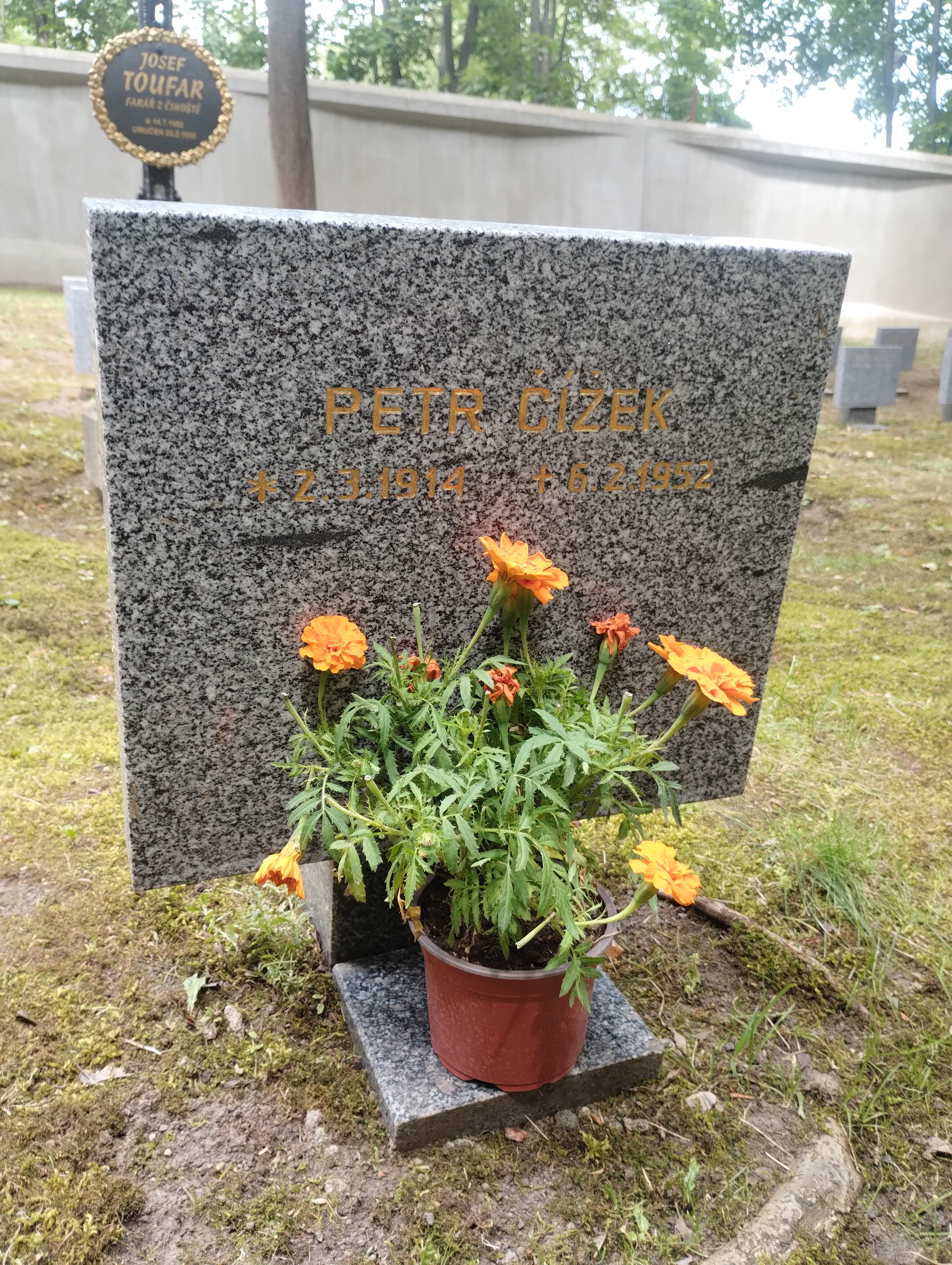
Symbolický náhrobek Petra Čížka na Čestném pohřebišti v Ďáblicích

Narodil se v roce 1914 ve Vlasaticích. Po studiu pracoval jako vedoucí pískovny. Po únorovém převratu se zapojil do protikomunistického odboje. Za svou odbojovou činnost byl za trestné činy velezrady a vyzvědačství v politickém procesu jako člen skupiny „Hošek a spol.“ vedené Janem Hoškem odsouzen k trestu smrti. Popraven byl v únoru 1952. Rehabilitován byl v roce 1990.